# Silene kerneri
Silene kerneri är en nejlikväxtart som beskrevs av Otto Stapf. Silene kerneri ingår i släktet glimmar, och familjen nejlikväxter. Inga underarter finns listade i Catalogue of Life.